# Daniel McVicar

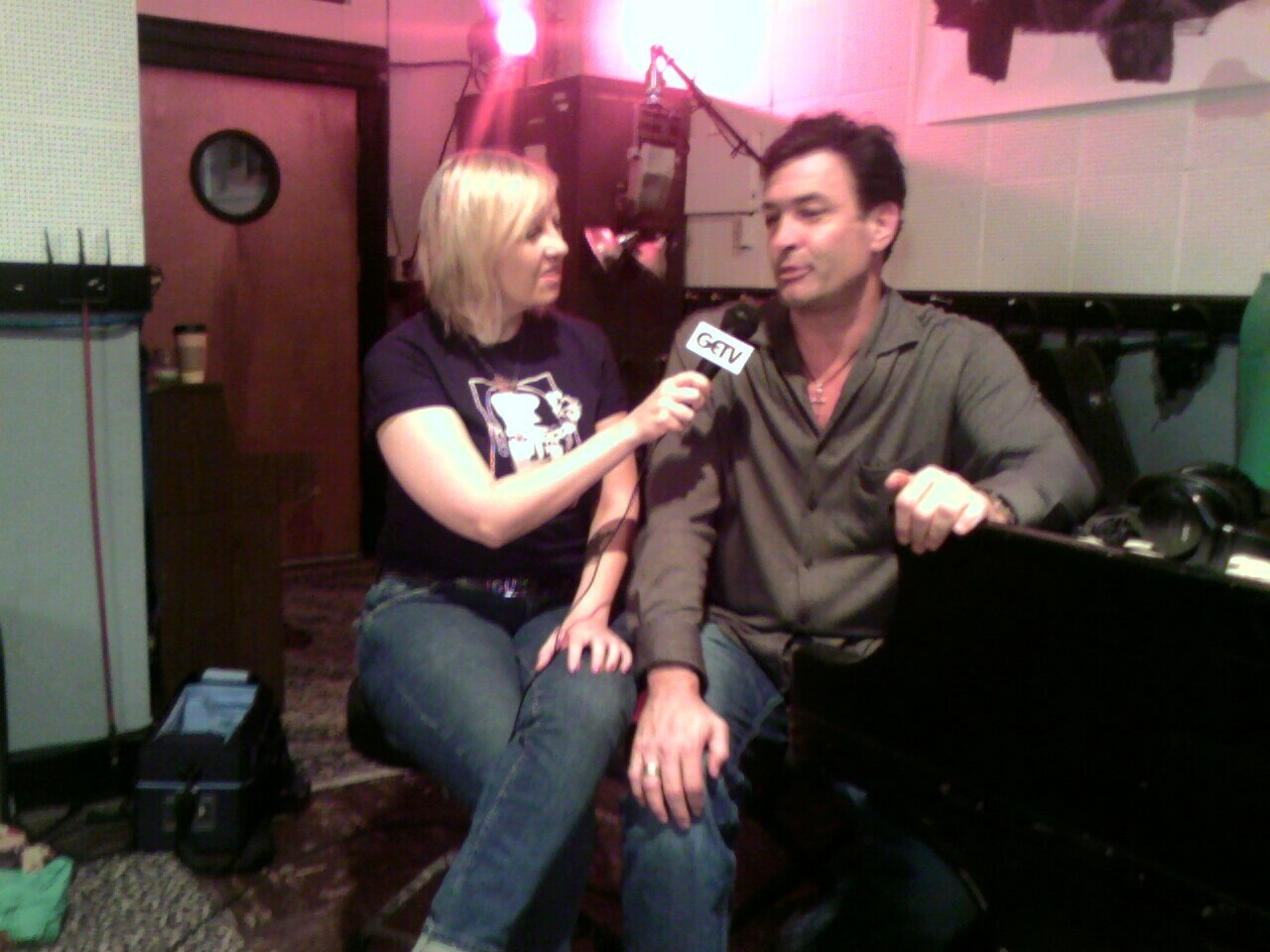
Daniel McVicar bei einem Interview (2006)

Daniel McVicar (* 17. Juni 1958 in Independence, Missouri) ist ein US-amerikanischer Schauspieler und Regisseur.
Gut bekannt als Clarke Garrison in der Seifenoper Reich und Schön hat McVicar noch andere Auftritte. In dem Fernsehfilm Liz Taylor Story (1995) spielte er Rock Hudson.
McVicar ist mit der italienischen Eislaufschiedsrichterin Virginia De Agostini verheiratet.

## Filmografie (Auswahl)
- 1987–2009: Reich und Schön (The Bold And The Beautiful, Fernsehserie, 511 Folgen)
- 1992: Bis daß ein Mord uns scheidet (A Woman Scorned: The Betty Broderick Story)
- 1993: Bodyguard für heiße Nächte (Night Eyes Three)
- 1994: Das Schweigen der Hammel (Il silenzio dei prosciutti)
- 1994: Die Rache einer Frau (Scorned)
- 1996: Justin – Allein im Wald (Alone in the Woods)
- 2010: Kusswechsel 2 – Gegensätze ziehen sich aus (Maschi contro femmine)